# Vasilivka (Berezivka)
Vasilivka  (ucraniano: Василівка) es una localidad del Raión de Mykolaivka en el Óblast de Odesa de Ucrania. Según el censo de 2001, tiene una población de 551 habitantes.